# Henk Medema
Henk Pieter Medema (Groningen, 20 juni 1950 – Wageningen, 22 september 2024) was een Nederlandse christelijke uitgever en schrijver. Hij was directeur van Uitgeverij Medema.

## Levensloop
Medema volgde het gymnasium op het Christelijk Lyceum in Apeldoorn en studeerde van 1968 tot 1972 burgerlijk recht aan de Katholieke Universiteit Nijmegen. Daarna behaalde hij in 1975 een uitgeversdiploma.
Vanaf 1974 werkte hij al bij Uitgeverij Medema, die door zijn vader Mans Medema in 1952 was opgericht. Toen deze in 1978 overleed, werd Henk Medema directeur. Onder zijn leiding groeide het bedrijf uit tot een toonaangevende uitgeverij in christelijk Nederland. Bekende auteurs waren Rick Warren, Willem Ouweneel, Gary Chapman en Larry Crabb. In september 2009 werd Uitgeverij Medema ingelijfd door Uitgeverij Jongbloed en werden de activiteiten verplaatst naar Heerenveen. Medema bleef daar nog tot april 2013 voor werkzaam. Na zijn vertrek stopte Jongbloed met het uitgeven van boeken onder de imprint Medema.
In de loop van de jaren had Medema tal van nevenfuncties. Zo was hij hoofd- en eindredacteur van Bodem, een Bijbelstudie-magazine. Ook was hij van 2008 tot 2013 panellid van het EO-radioprogramma Deze Week. Eerder had hij onder andere zitting in de besturen van de Evangelische Hogeschool, stichting Tot Heil des Volks en de Vereniging Christen-juristen voor Conflictoplossing en was hij als redacteur verbonden aan de bladen Ellips, Bode van het heil in Christus en de evangelisatiekrant Het Beste Nieuws.
Daarnaast was hij auteur van een dertigtal boeken en spreker op conferenties. Samen met zijn vrouw Tineke – met wie hij in 1973 trouwde – had hij vier kinderen, onder wie schrijver Marlies Medema. Kerkelijk behoorde hij tot de Vergadering van gelovigen, waarbinnen hij ook jarenlang het ambt van ouderling bekleedde in zijn plaatselijke kerkelijke gemeente te Apeldoorn.
Medema overleed in 2024 op 74-jarige leeftijd.